# Cladenia venosa
Cladenia venosa là một loài bướm đêm trong họ Noctuidae.